# Laniarius
Genre
Le genre Laniarius regroupe les 20 espèces de gonoleks, passereaux des savanes africaines.

## Liste des espèces
D'après la classification de référence (version 2.10, 2011) du Congrès ornithologique international (ordre phylogénique) :
- Laniarius leucorhynchus – Gonolek fuligineux
- Laniarius poensis – Gonolek de montagne
- Laniarius willardi – (?)
- Laniarius fuelleborni – Gonolek de Fülleborn
- Laniarius funebris – Gonolek ardoisé
- Laniarius luehderi – Gonolek de Lühder
- Laniarius brauni – Gonolek de Braun
- Laniarius amboimensis – Gonolek d'Angola
- Laniarius ruficeps – Gonolek à nuque rouge
- Laniarius nigerrimus – Gonolek d'Erlanger
- Laniarius aethiopicus – Gonolek d'Abyssinie
- Laniarius major – Grand Gonolek
- Laniarius sublacteus – Gonolek de Cassin
- Laniarius ferrugineus – Gonolek boubou
- Laniarius bicolor – Gonolek à ventre blanc
- Laniarius turatii – Gonolek de Turati
- Laniarius barbarus – Gonolek de Barbarie
- Laniarius mufumbiri – Gonolek des papyrus
- Laniarius erythrogaster – Gonolek à ventre rouge
- Laniarius atrococcineus – Gonolek rouge et noir
- Laniarius atroflavus – Gonolek à ventre jaune